# ۸۳ (قمری)
۸۳ (قمری)، هشتاد و سومین سال در گاهشماری هجری قمری است. اول محرم این سال برابر با هشتم فوریه سال ۷۰۲ میلادی است.

## زادگان
- ۱۷ ربیع‌الاول: زادروز جعفر بن محمد، امام ششم شیعیان.

## وابسته
- کمیل بن زیاد